# Севастополь (острів)
Севастополь (ісп. Sebastopol) — назва острова в Карибському або Антильському морі, який належить південноамериканській країні Венесуела і входить до складу Малих Антильських островів, зокрема на південний схід від архіпелагу Лос-Рокес і національного парку. В адміністративному відношенні він є частиною острівної території Міранда, підрозділу федеральних територій Венесуели. ВМС Венесуели встановили там маяк (DFV-022 VEN-022).
Межує з Бока-де-Севастополь (на сході та півночі), Кайо-Гранде (на півночі та заході), Кайо-де-лос-Кастільос (на півночі) та Карибським морем на півдні. Це місце відвідують завдяки кришталево чистій воді, можливостям для занять такими видами спорту, як снорклінг, і барвистим коралам. Має приблизну площу 72 га з периметром 5,88 км.